# John Inman
John Inman, właśc. Frederick John Inman (ur. 28 czerwca 1935 w Preston, zm. 8 marca 2007 w Londynie) – brytyjski aktor i mim, najbardziej znany z postaci Pana Humphriesa, w którą wcielał się w popularnym serialu komediowym Are You Being Served? (1972–1985) i jego kontynuacji Grace & Favour (1992–1993).

## Kariera
Zaczął występować na scenie jako trzynastolatek, początkowo amatorsko. W młodości przez dwa lata zarabiał na życie jako sprzedawca (co okazało się później bardzo przydatnym doświadczeniem w pracy nad jego najsłynniejszą rolą). Następnie pracował jako aktor grupy teatralnej z siedzibą w Crewe, a później zaczął występować na West Endzie. W 1969 – pracując nad jednym z musicali ze swoim udziałem – spotkał David Crofta.
Trzy lata później Croft zaprosił go do obsady swojego nowego serialu Are You Being Served?, rozgrywającego się wśród pracowników ekskluzywnego domu towarowego w Londynie. Wcielał się tam w postać Pana Humphriesa, średniego wiekiem z trzech sprzedawców w dziale odzieży męskiej. Choć oficjalnie twórcy serialu i sam aktor temu zaprzeczali, Humphries niemal otwarcie manifestował swój homoseksualizm, przedstawiony zresztą – jak wszystko w serialu – z dużym przymrużeniem oka. Początkowo władze BBC nie chciały zgodzić się na taką postać, jednak Croft zagroził, iż nie weźmie udziału w produkcji serialu, jeśli ten bohater zniknie ze scenariusza. Szybko Humphries stał się ulubieńcem publiczności. Jego śmieszny chód, specyficzny sposób bycia i pełne słabo skrywanych seksualnych podtekstów wypowiedzi uczyniły z niego jedną z dwóch najbardziej rozpoznawalnych postaci serialu (obok Pani Slocombe granej przez Mollie Sugden), a Inman z miejsca zyskał dużą popularność. Wystąpił we wszystkich dziesięciu seriach, w zrealizowanym na bazie serialu filmie kinowym, a także w liczącym dwie serie Grace and Favour, stanowiącym kontynuację po latach Are You Being Served?. Jako jedyny członek oryginalnej obsady zgodził się także na udział w australijskiej wersji serialu – zgodnie z jej fabułą, Pan Humphries przeniósł się z Londynu do podobnego domu towarowego w Melbourne.
Dwukrotnie Inman próbował wykorzystać zdobytą sławę w serialach, gdzie od początku to on miał być główną gwiazdą i atrakcją. W 1977 zrealizowano Odd Man Out, z kolei w 1981 emitowano Take a Letter, Mr Jones. Obie produkcje zostały zamknięte już po jednej serii, choć bywają (zwłaszcza ta druga) przypominane w postaci powtórek. Po zakończeniu realizacji Are You Being Served? Inman stał się bardzo wziętym artystą teatralnym, występującym z powodzeniem w wielu spektaklach w Wielkiej Brytanii i Australii. Szczególnie ceniony był za swoje zdolności pantomimiczne, zwłaszcza w utrzymanych w konwencji farsy rolach kobiet. W telewizji po raz ostatni wystąpił w 2004 roku.

## Życie prywatne
Podobnie jak swój słynny bohater, Inman był gejem (być może dlatego w wywiadach zawsze podkreślał, iż jego postaci nie należy interpretować jako próby szczególnego ośmieszenia homoseksualistów). Od 1972 roku aż do śmierci aktora jego partnerem był Ron Lynch. Po wprowadzeniu w Wielkiej Brytanii tzw. partnerstw obywatelskich (quasi-małżeństw przeznaczonych przede wszystkim dla par tej samej płci), w grudniu 2005 obaj panowie po 33 latach związku wreszcie postanowili go sformalizować.
Już od 1993 systematycznie pogarszał się stan zdrowia aktora – w 1995 upadł na scenie w trakcie spektaklu. W ciągu ostatnich 15 lat życia był kilkakrotnie hospitalizowany z powodu różnych dolegliwości. W 2004 drogą pokarmową zaraził się wirusowym zapaleniem wątroby typu A. Choroba zmusiła go do przerwania aktywności zawodowej, a związane z nią powikłania były też przyczyną jego śmierci. Zmarł w londyńskim szpitalu 8 marca 2007 roku w wieku 71 lat. Niemal cały swój majątek (szacowany na ok. 2,8 mln funtów) zapisał swemu partnerowi. Według gazety „Daily Mail”, był to najwyższy spadek pozostawiony „partnerowi obywatelskiemu” od czasu wprowadzenia tej instytucji do brytyjskiego prawa